# Camporredondo (province de Valladolid)
Camporredondo (appelée Campo Redondo jusqu'en 1857) est une commune de la province de Valladolid dans la communauté autonome de Castille-et-León en Espagne.

## Histoire

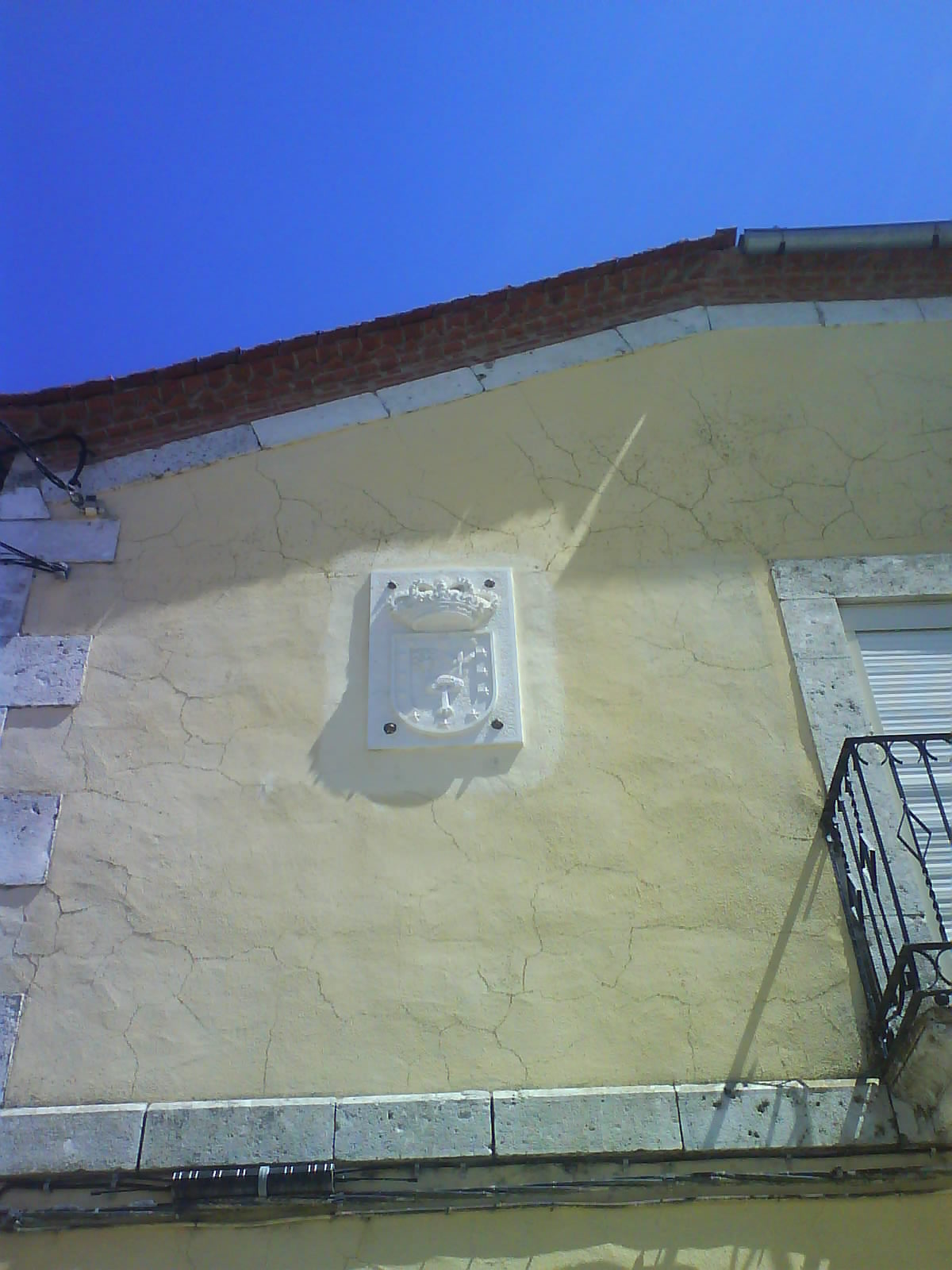
Blason de la commune apposée sur la façade de la mairie.

## Administration

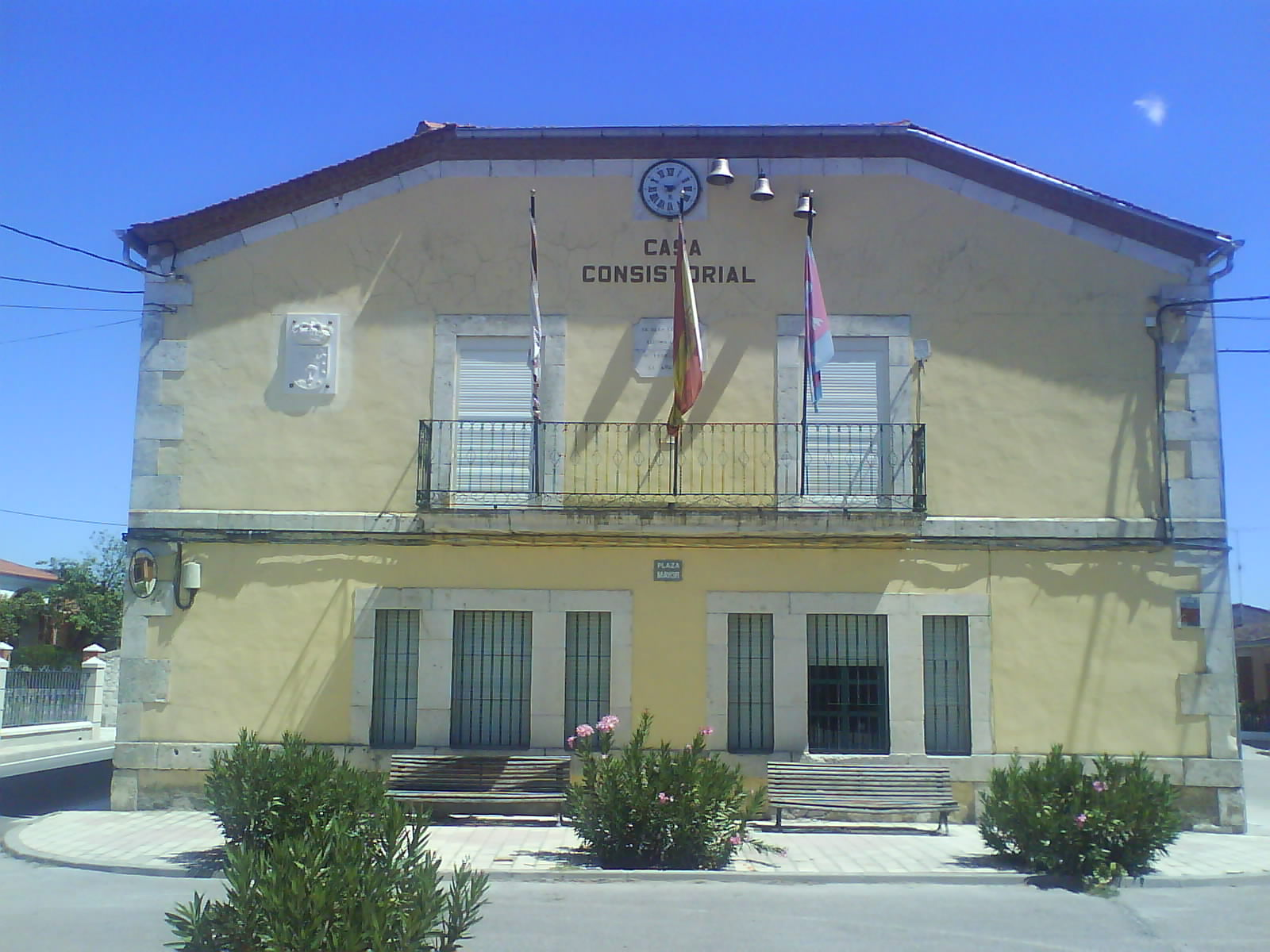
Mairie de Camporredondo.

## Sites et patrimoine

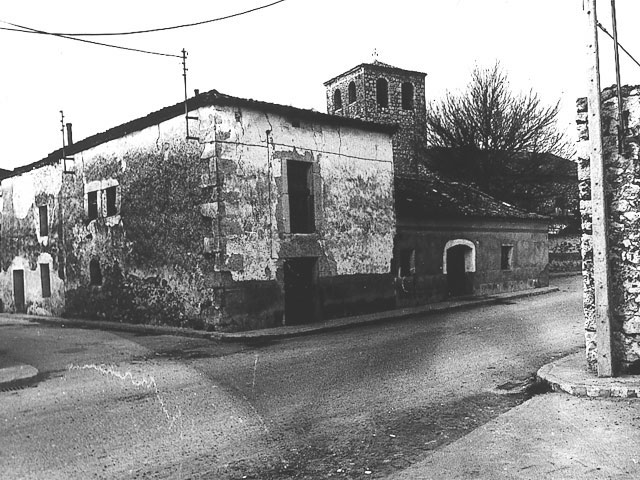
Église paroissiale Nuestra Señora de la Asunción.
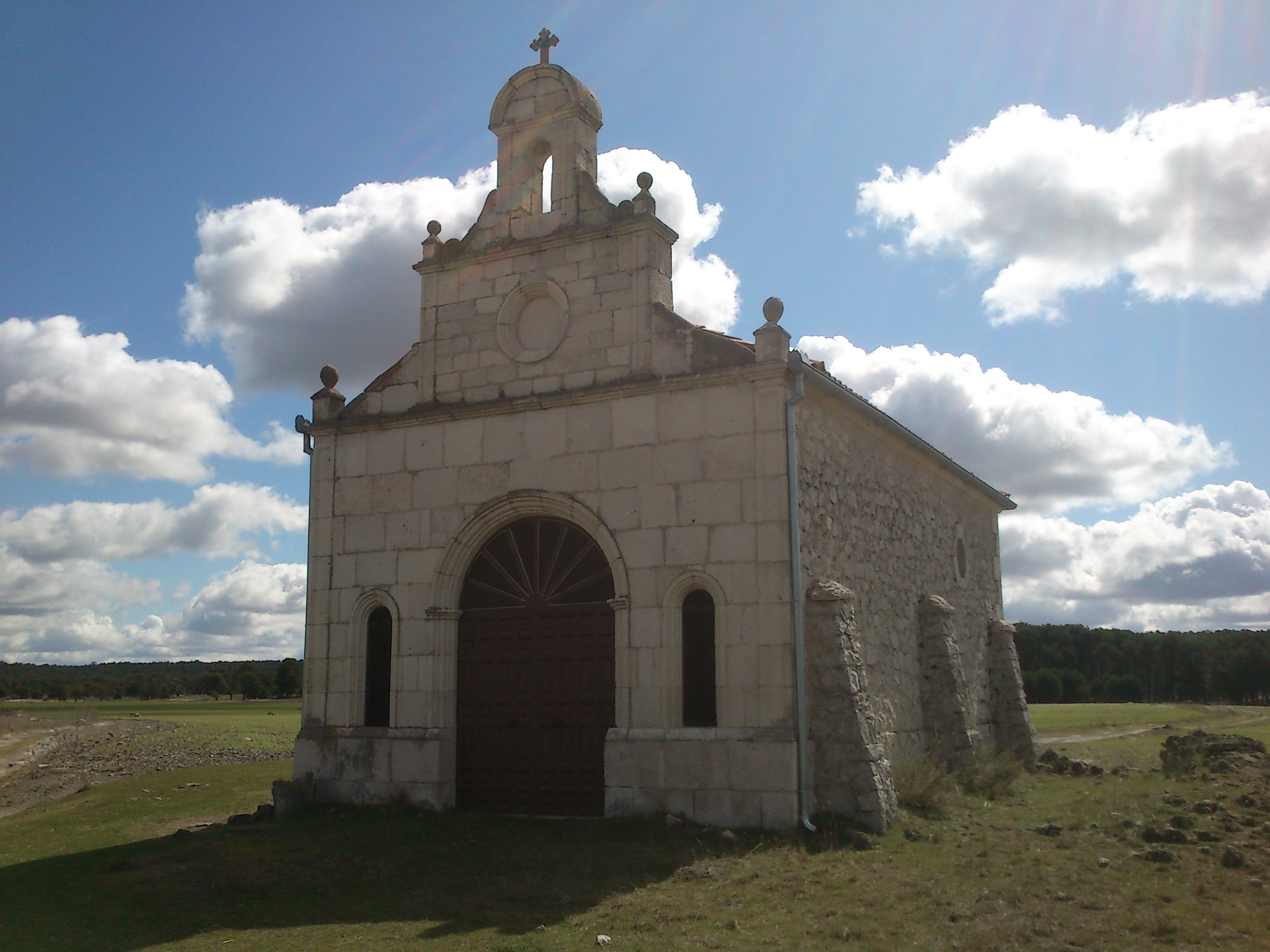
Chapelle del Santo Cristo del Amparo.
- Musée de la vie rurale "La Perdiz".

- Église paroissiale Nuestra Señora de la Asunción.
Fondation Joaquín Díaz
- Chapelle del Santo Cristo del Amparo.